# Карабастау (Тюлькубаський район)
Карабаста́у (каз. Қарабастау) — село у складі Тюлькубаського району Туркестанської області Казахстану. Входить до складу Тастумсицького сільського округу.
Населення — 141 особа (2021; 148 у 2009, 151 у 1999, 130 у 1989).